# 弗羅茨瓦夫縣

51°07′N 17°02′E / 51.117°N 17.033°E
弗羅茨瓦夫縣（波蘭語：Powiat wrocławski），是波蘭的縣份，位於該國西南部，由下西里西亞省負責管轄，首府設於弗羅茨瓦夫，面積1,116平方公里，2008年人口108,383，人口密度每平方公里97人。